# غفور أباد
غفور أباد هي قرية في مقاطعة خلخال، إيران. عدد سكان هذه القرية هو 98 في سنة 2006.